# Montousekher
Montousekher est un fonctionnaire dans l'Égypte antique du Moyen Empire, aux XIIe ou XIIIe dynasties. Il est le fils de Senebtis. Son épouse s'appelle RenSeneb. Ils ont un fils, Montouhotep.
Montousekher est connu grâce à sa stèle — de provenance inconnue, probablement Abydos —, conservée au musée national de l'université fédérale de Rio de Janeiro.

## Description de la stèle
La stèle est fracturée à droite dans sa partie basse.
Au sommet de la stèle il y a deux yeux d'Horus en symétrie.
En dessous, il y a trois lignes de texte, puis deux scènes :
- la première représente Montousekher assis à gauche avec des offrandes présentées par son fils, Montouhotep et sans doute sa femme, RenSenb assise à droite (partie manquante) ;
- la deuxième scène représente un homme assis à gauche, un fonctionnaire, Poshi. Les offrandes sont probablement présentées par un couple, mais l'image et le nom de la femme ont été perdus (partie manquante).